# العلاقات الكوبية الليبيرية
العلاقات الكوبية الليبيرية هي العلاقات الثنائية التي تجمع بين كوبا وليبيريا.

## مقارنة بين البلدين
هذه مقارنة عامة ومرجعية للدولتين:
| وجه المقارنة                                              | كوبا                              | ليبيريا      |
| --------------------------------------------------------- | --------------------------------- | ------------ |
| المساحة (كم2)                                             | 109.88 ألف                        | 111.37 ألف   |
| عدد السكان (نسمة)                                         | 11.48 مليون                       | 4.73 مليون   |
| الكثافة السكانية (ن./كم²)                                 | 104.48                            | 42.47        |
| العاصمة                                                   | هافانا                            | مونروفيا     |
| اللغة الرسمية                                             | اللغة الإسبانية                   | لغة إنجليزية |
| العملة                                                    | بيزو كوبي، بيزو كوبي قابل للتحويل | دولار ليبيري |
| الناتج المحلي الإجمالي (بليون دولار)                      | 87.13 مليار                       | 2.16 مليار   |
| الناتج المحلي الإجمالي (تعادل القوة الشرائية) بليون دولار |                                   | 3.76 مليار   |
| الناتج المحلي الإجمالي الاسمي للفرد دولار أمريكي          |                                   | 455          |
| الناتج المحلي الإجمالي للفرد دولار أمريكي                 |                                   | 842          |
| مؤشر التنمية البشرية                                      | 0.769                             | 0.430        |
| رمز المكالمات الدولي                                      | +53                               | +231         |
| رمز الإنترنت                                              | .cu                               | .lr          |
| المنطقة الزمنية                                           | 00                                | 00           |

## منظمات دولية مشتركة
يشترك البلدان في عضوية مجموعة من المنظمات الدولية، منها:
| علم المنظمة | اسم المنظمة                                 | تاريخ انضمام كوبا | تاريخ انضمام ليبيريا |
| ----------- | ------------------------------------------- | ----------------- | -------------------- |
|             | الأمم المتحدة                               | 24 أكتوبر 1945    | 2 نوفمبر 1945        |
|             | الاتحاد الدولي للاتصالات                    | 16 يناير 1918     | 10 أكتوبر 1927       |
|             | مجموعة دول أفريقيا والكاريبي والمحيط الهادئ | ?                 | ?                    |
|             | الاتحاد البريدي العالمي                     | ?                 | ?                    |
|             | منظمة الشرطة الجنائية الدولية               | ?                 | ?                    |
|             | منظمة حظر الأسلحة الكيميائية                | ?                 | ?                    |
|             | يونسكو                                      | 29 أغسطس 1947     | 6 مارس 1947          |

## وصلات خارجية
- موقع وزارة الخارجية الكوبية
- موقع وزارة الخارجية الليبيرية